# Strasbourg Challenger
Il Strasbourg Challenger è stato un torneo professionistico di tennis giocato su campi in terra rossa indoor. Faceva parte dell'ATP Challenger Series. Si è giocata una sola edizione, a Strasburgo in Francia.

## Albo d'oro

### Singolare
| Anno | Campione     | Finalista    | Punteggio |
| ---- | ------------ | ------------ | --------- |
| 1988 | Marko Ostoja | Tomas Nydahl | 6–2, 6–2  |

### Doppio
| Anno | Campioni                        | Finalisti                 | Punteggio |
| ---- | ------------------------------- | ------------------------- | --------- |
| 1988 | Juan Carlos Báguena Borja Uribe | Pavel Vojtíšek Ivo Werner | 6–4, 6–3  |